# 魔装機神サイバスター
『魔装機神サイバスター』（まそうきしんサイバスター）は、バンプレストオリジナルのスーパーロボット作品である。『第2次スーパーロボット大戦』に登場して以来、数多くの作品に登場している。

## 作品一覧
魔装機神シリーズ
本シリーズの中心ともいえる作品。地底世界「ラ・ギアス」に召喚された少年、マサキ・アンドーがサイバスターで戦いを繰り広げる。
- （魔装機神シリーズの登場人物）
- （魔装機神シリーズの登場兵器）

スーパーロボット大戦外伝 魔装機神 THE LORD OF ELEMENTAL
同作のゲーム作品。地底世界「ラ・ギアス」にスポットを当てた作品。二部構成となっており、1章ではマサキがラ・ギアスに召喚された時点から『第2次スーパーロボット大戦』以前のストーリーを描き、2章では『第4次スーパーロボット大戦』および『スーパーロボット大戦F』の後の展開が収録されている。
スーパーロボット大戦OGサーガ 魔装機神 THE LORD OF ELEMENTAL
上記作品のリメイク作。設定を「OGシリーズ」に準拠するよう一部改訂している。
スーパーロボット大戦OGサーガ 魔装機神II REVELATION OF EVIL GOD
上記の続編。第2章の後の物語が展開される。
スーパーロボット大戦OGサーガ 魔装機神III PRIDE OF JUSTICE
OGサーガ魔装機神シリーズ第3作。
スーパーロボット大戦OGサーガ 魔装機神F COFFIN OF THE END
OGサーガ魔装機神シリーズの完結編。

真・魔装機神 PANZER WARFARE
バンプレストが『スーパーロボット大戦外伝 魔装機神 THE LORD OF ELEMENTAL』を開発したウインキーソフトとの提携解消後に発売したゲーム作品。世界観やキャラクターが一新されている。
魔装機神サイバスター (テレビアニメ)
1999年に放送されたアニメ作品。『魔装機神 THE LORD OF ELEMENTAL』とは主要のロボットを除いてはオリジナルとなっている。
ラジオドラマ『魔装機神サイバスター』
ニッポン放送のラジオ番組『アニガメパラダイス』内で放送された1998年のラジオドラマ。ストーリーはゲーム版・アニメ版とは異なるオリジナルであり、CD化されていない。